# La Chapelle-Laurent
La Chapelle-Laurent är en kommun i departementet Cantal i regionen Auvergne-Rhône-Alpes i mitten av Frankrike. Kommunen ligger  i kantonen Massiac som ligger i arrondissementet Saint-Flour. År 2022 hade La Chapelle-Laurent 239 invånare.

## Befolkningsutveckling
Antalet invånare i kommunen La Chapelle-Laurent
Referens:INSEE